# Mellumplate
De vuurtoren Mellumplate staat in het zuidoostelijke deel van de Noordzee (Duitse Bocht) in de Jademonding voor Wilhelmshaven en wijst als lichtbaken de van zee komende schepen de weg in de Jade.

## Bouw/structuur
De vuurtoren Mellumplate werd gebouwd tussen 1939 en 1942 voor ongeveer twee miljoen Reichsmark. Het onderste deel bestaat uit een rond caisson van gewapend beton en het bovendeel bestaat uit een vierkant staalskelet met bakstenen blindering. De toren staat offshore met ongeveer 23 meter onder de zeespiegel (NN) en met ongeveer 29 meter boven de zeespiegel. Binnenin bevinden zich zeven verdiepingen. 
In 1939 werd het aan land geprefabriceerde caisson, met een doorsnede van 14,3 meter en een wanddikte van 2,25 meter, met sleepboten naar zijn toekomstige standplaats gebracht. Na het leeglopen op de bodem, werd het sediment in het caisson eruit gegraven, zodat de caisson door zijn eigen gewicht verder in de zeebodem afzonk. Daarna werd het caisson tot -5,42 NN met zand gevuld. Net als met de offshore bouwwijze is het fundament omgeven door een beschermlaag bestaande uit puinstenen op matten (schanskorven). Op de bakstenen fundering met een diameter van 13,20 meter staat de toren met zijn vierkante grondvlak. De stroomvoorziening wordt geleverd door een 6-kV-zeekabel die ook de radarstations Hooksielplate en Hohe Weg omvat, alsook het eiland Mellum van stroom voorziet.
Voor de bescherming van de bakstenen werd met een renovatie in 1968 de toren van een rood-witte bekleding uit aluminium voorzien. Daarbij kreeg hij ook een helikopterplatform om het afzetten van de vuurtorenwachter te vereenvoudigen, aangezien het aanleggen van schepen bij een golfhoogte van een meter al niet meer mogelijk is.
In 2005 werd de bekleding aan de buitenkant gerenoveerd. Daartoe werd de hele toren van een steiger voorzien. Het helikopterplatform werd in het kader van de renovatie buiten gebruik genomen, omdat voor de nieuwe generaties van helikopters niet meer voldoet. Nadien kunnen ook personen door abseiltechnieken opgehaald worden. In 2008 werden de oude stalen meerpalen waaraan het verzorgingsvaartuig zich vast maakt vervangen door vijf nieuwe.

## Gebruik
De toren werd in de Tweede Wereldoorlog ontworpen en gebruikt voor luchtafweergeschut om de Jadetoegang voor vijandelijke vliegtuigen af te sluiten. In deze tijd waren er tot ongeveer 40 soldaten op de toren gestationeerd. Na de oorlog en de ontmanteling van het luchtafweergeschut, kreeg het jonge bouwwerk erbovenop een nieuwe ronde lantaarn. De toren met het internationale nummer B 1122 verving het Lichtschip Minsener Sand. Hij werd tot 1973 bemand, totdat de toren bediening op afstand kreeg. Het licht van de vuurtoren betreft een sectorlicht, waarbij de individuele sectoren niet door kleuren, maar door flitsen in morse worden gemarkeerd. De lichtkleur is overal wit. De 1600-watt lamp bereikt daarbij een lichtsterkte van 607.500 candela. Het bereik is ongeveer 24 zeemijlen. Voor reparaties en onderhoud is de Water- en Scheepvaart Autoriteit Wilhelmshaven verantwoordelijk.

## Fotogalerij

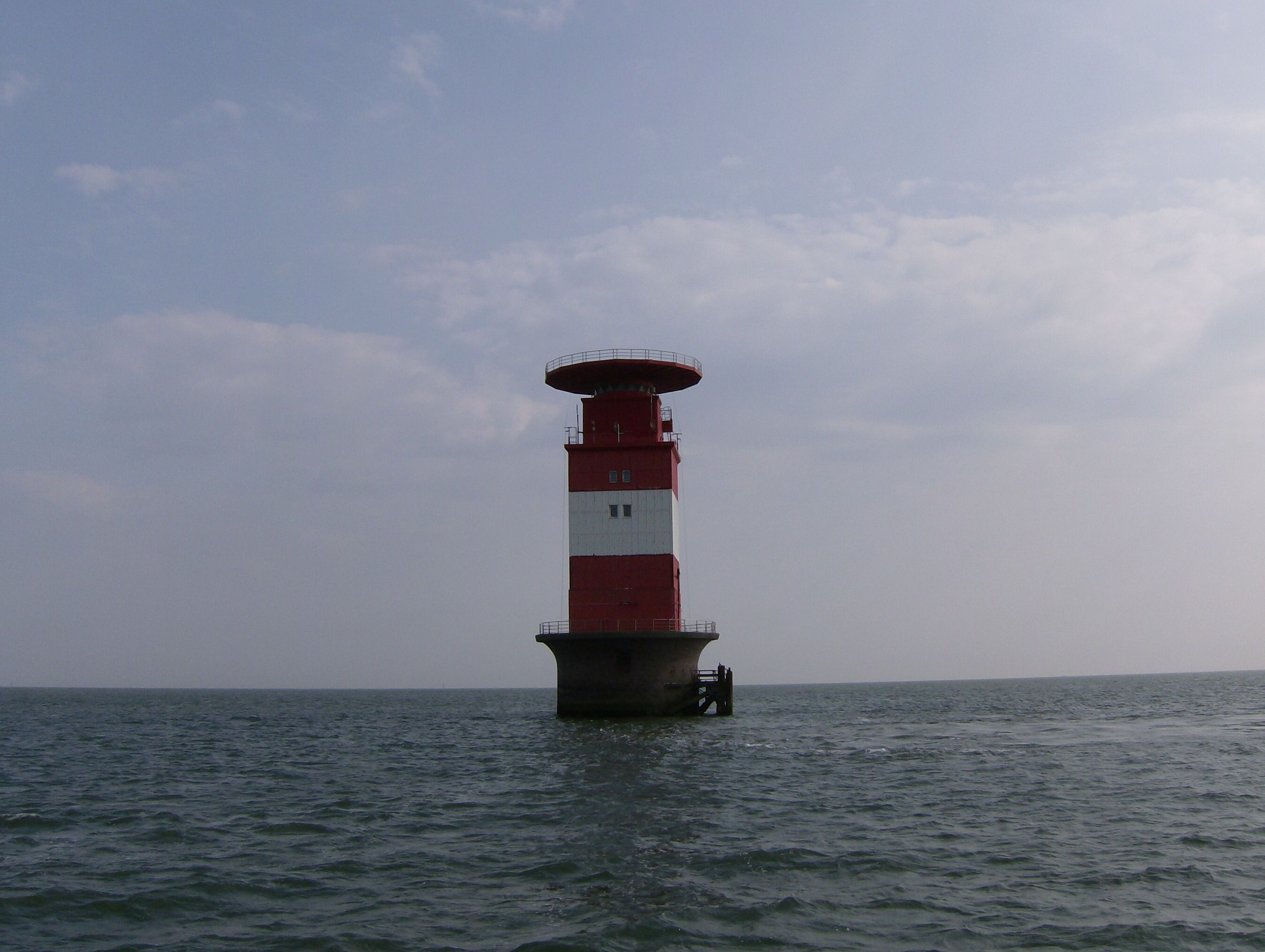
Aanvaren
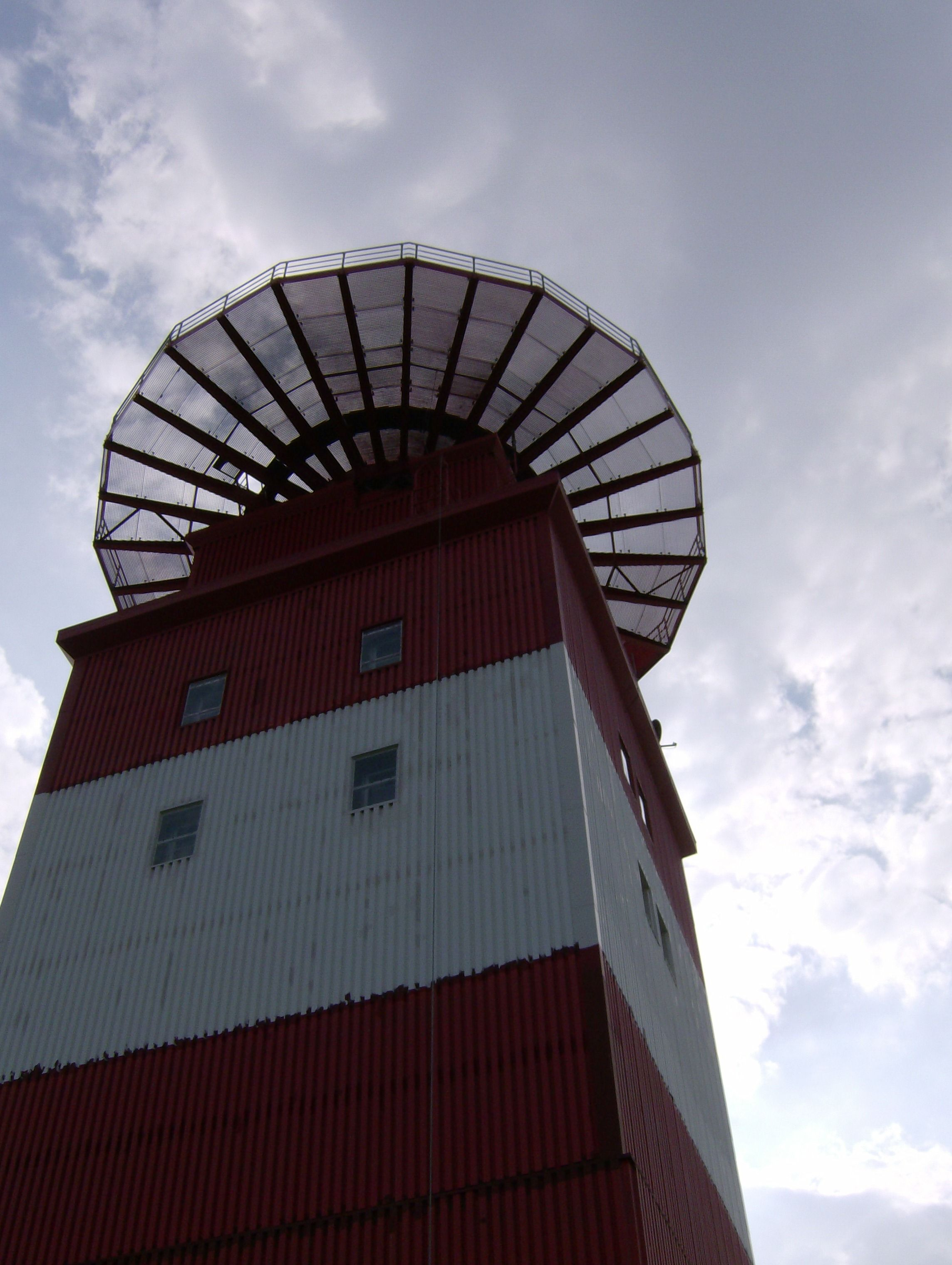
Blik naar boven
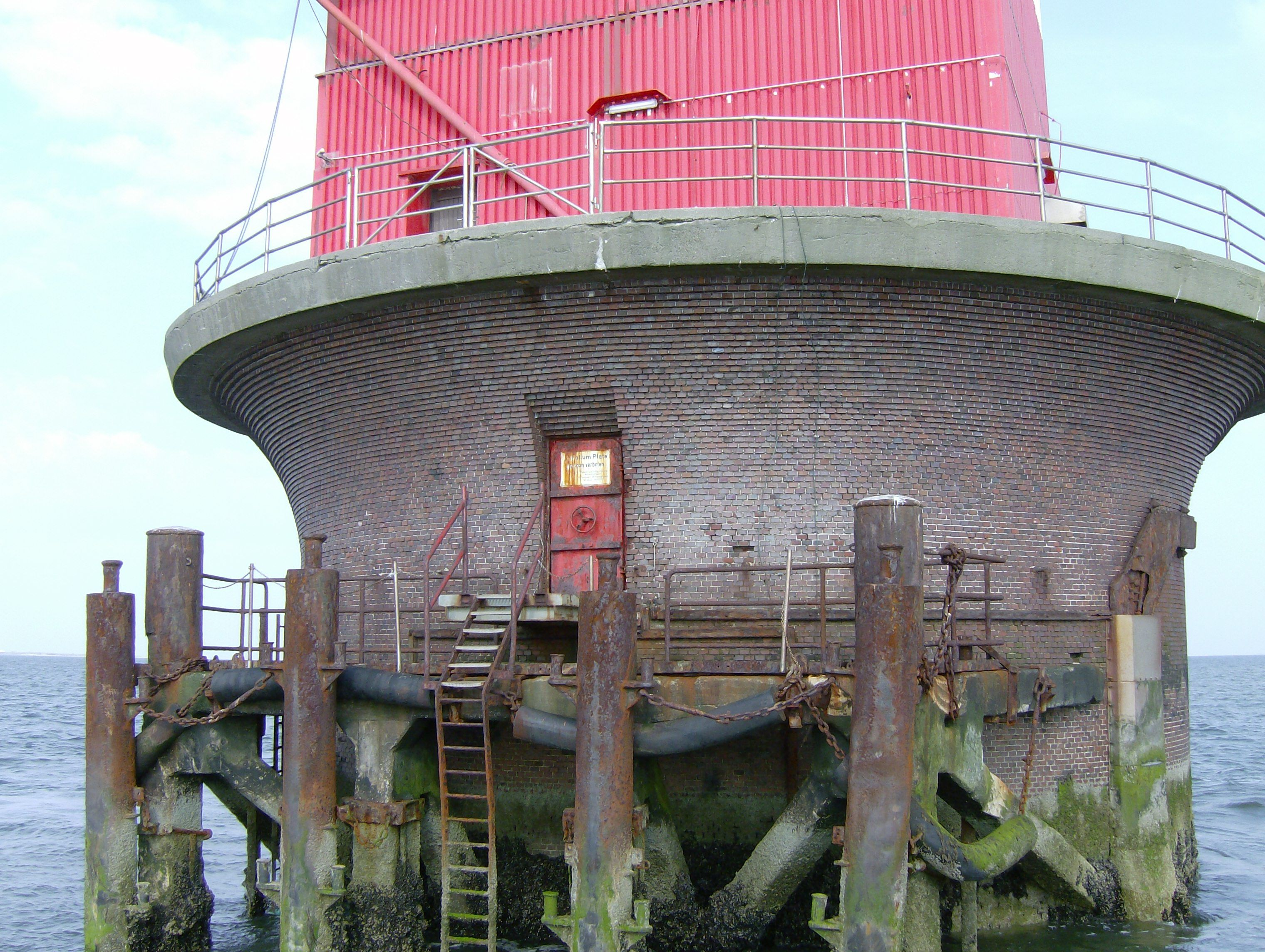
Aanlegger en ingang
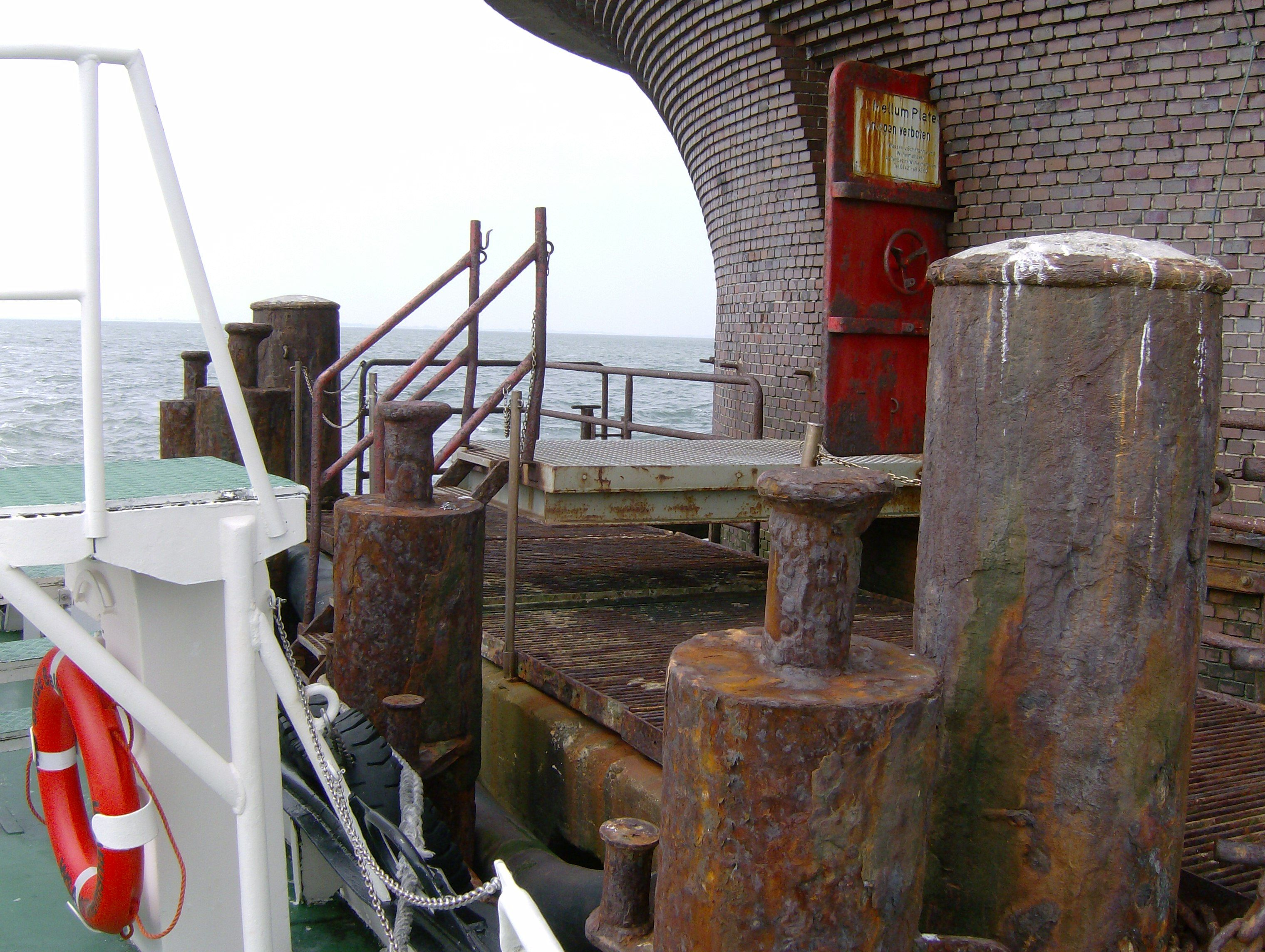
Aanlegger en ingang
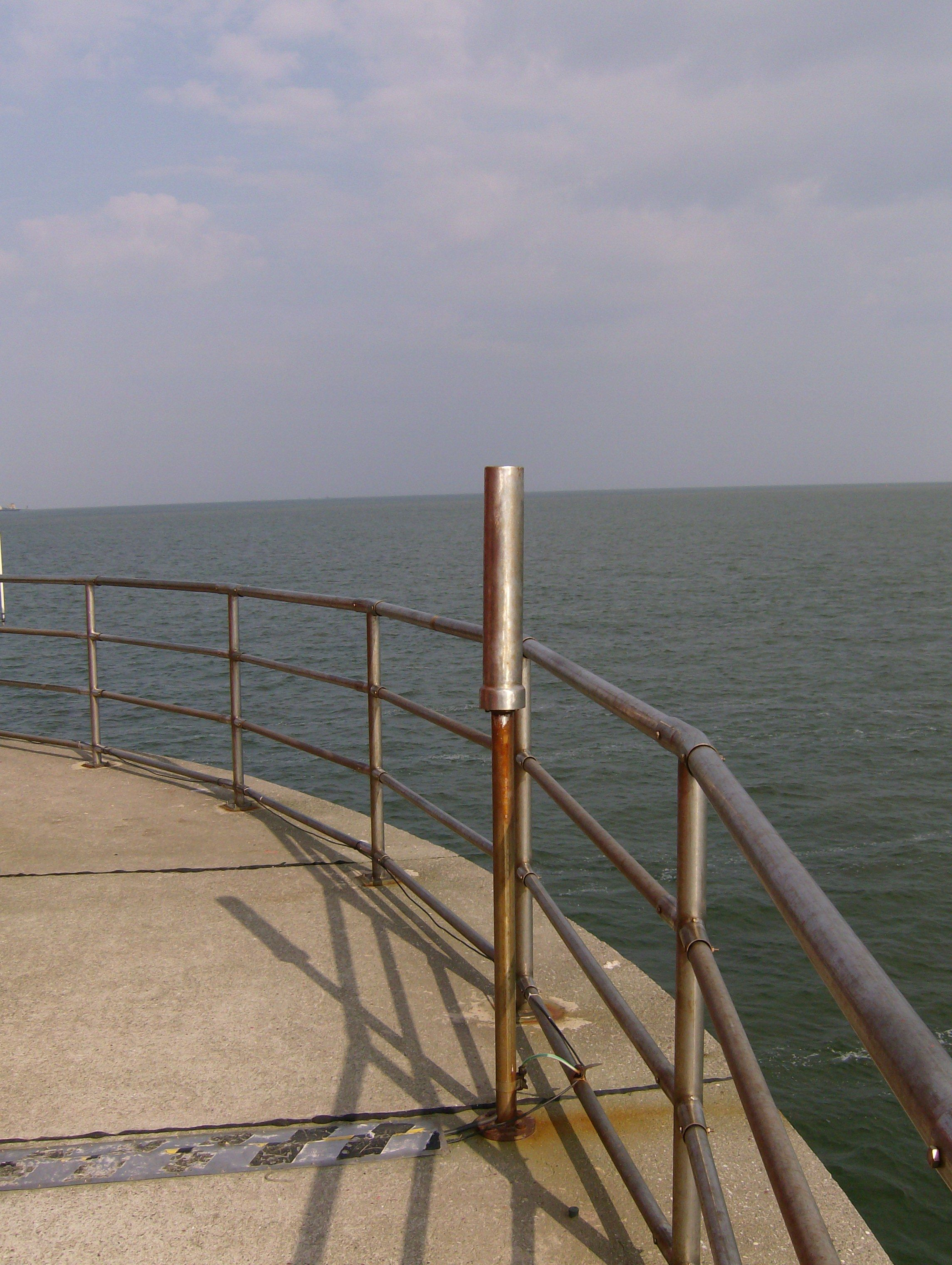
Voormalige ODL-Sonde op de vuurtoren
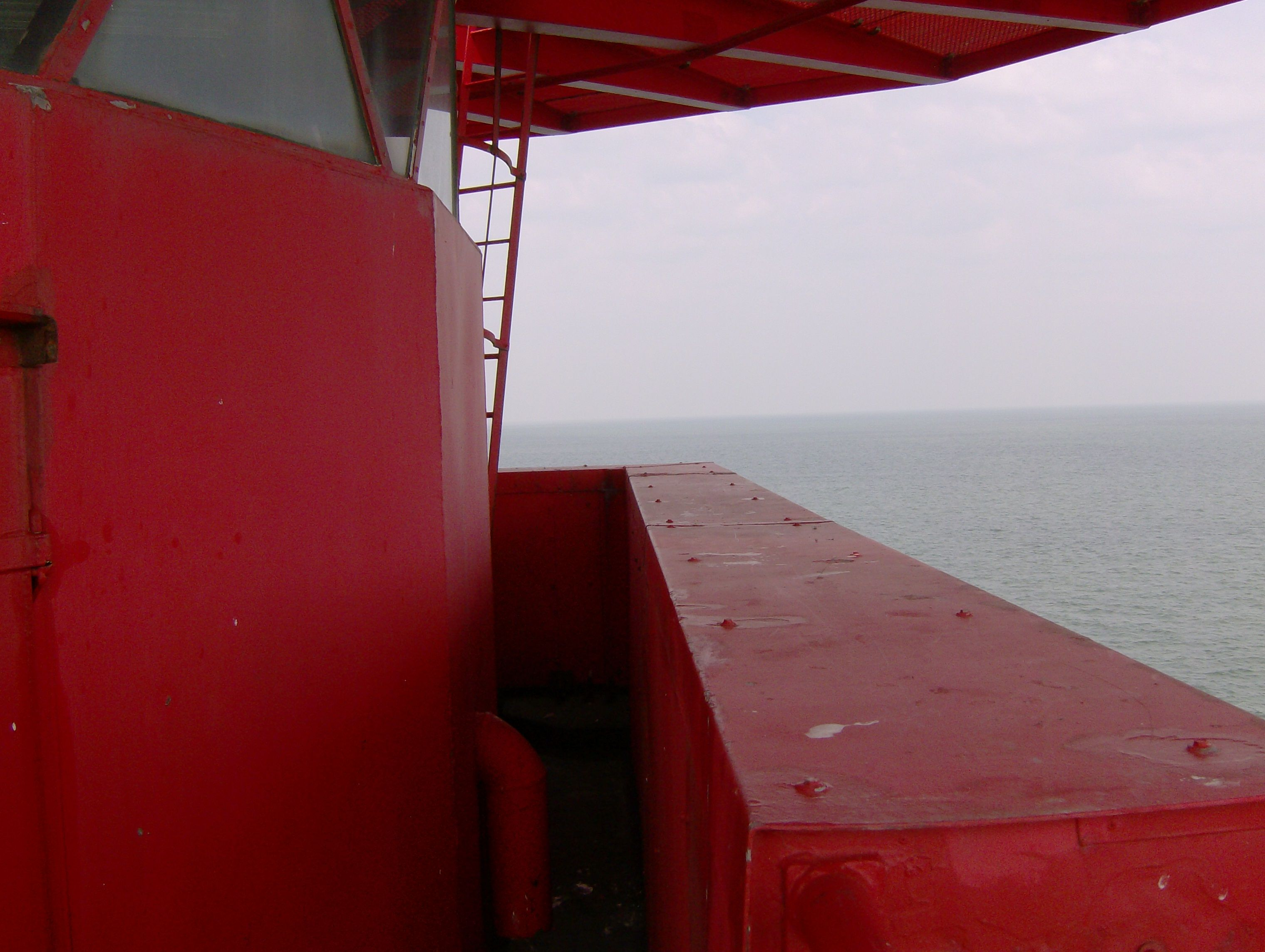
Uitzicht vanaf de top op de Noordzee
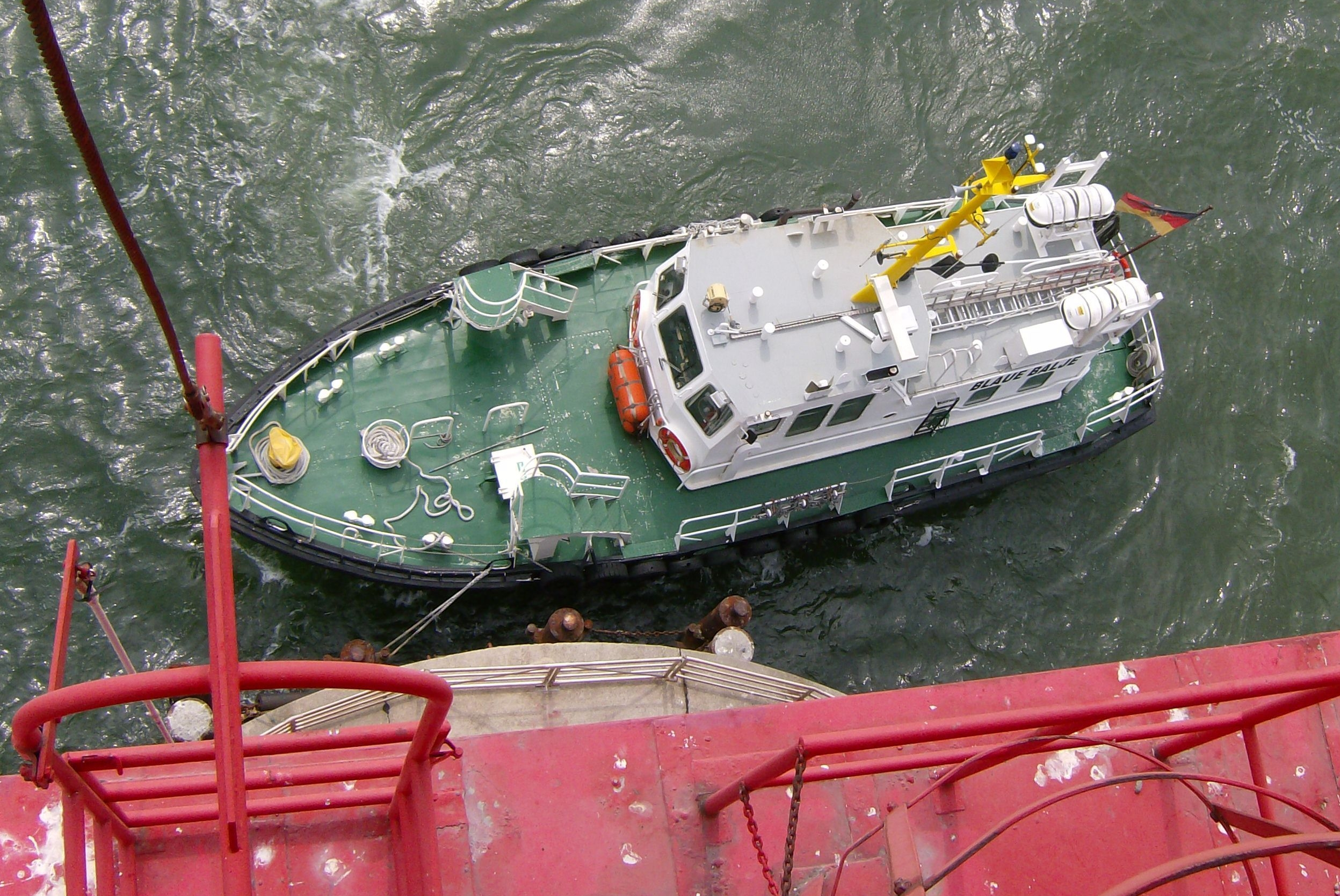
Verzorgingsvaartuig
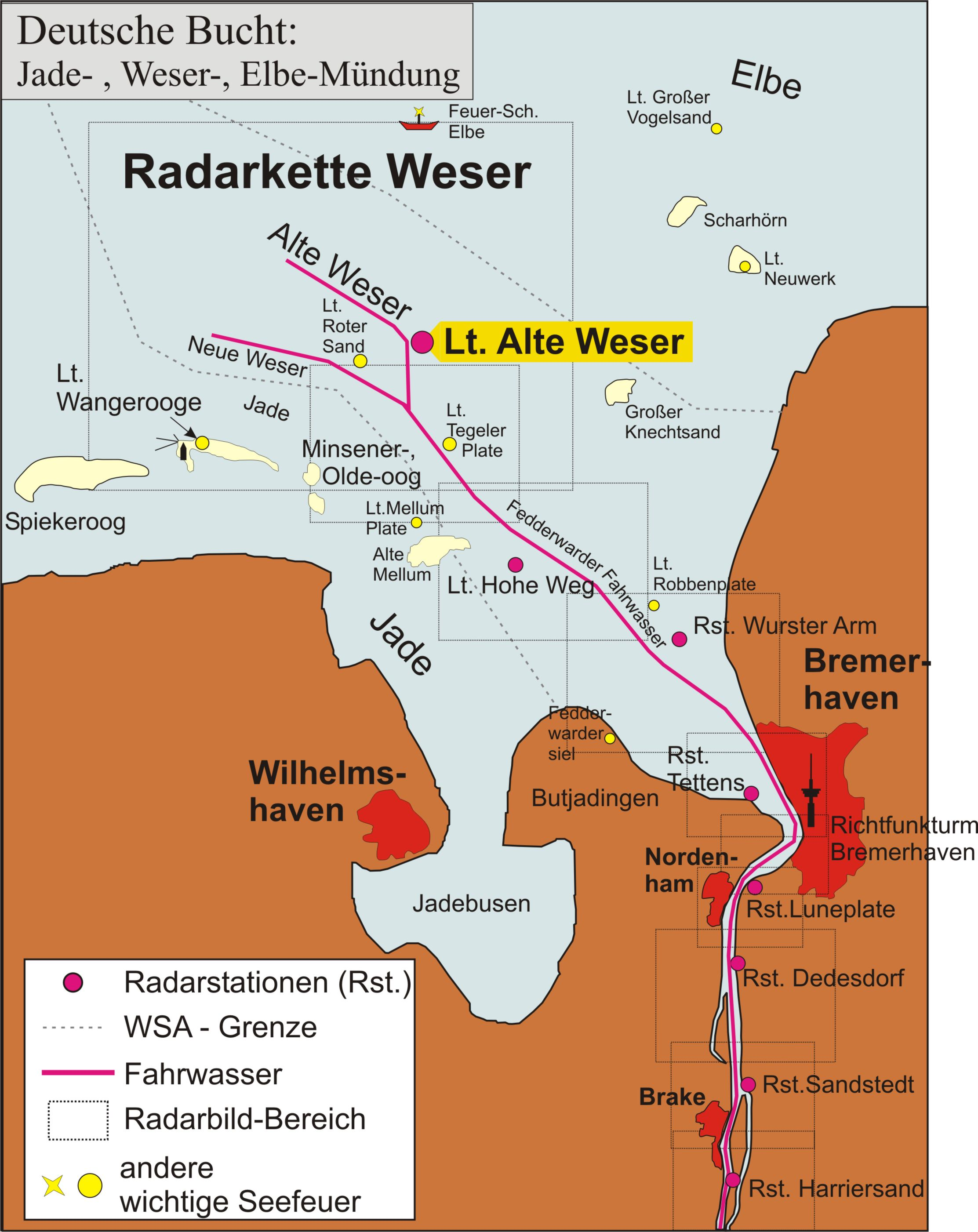
Kaartje gebied
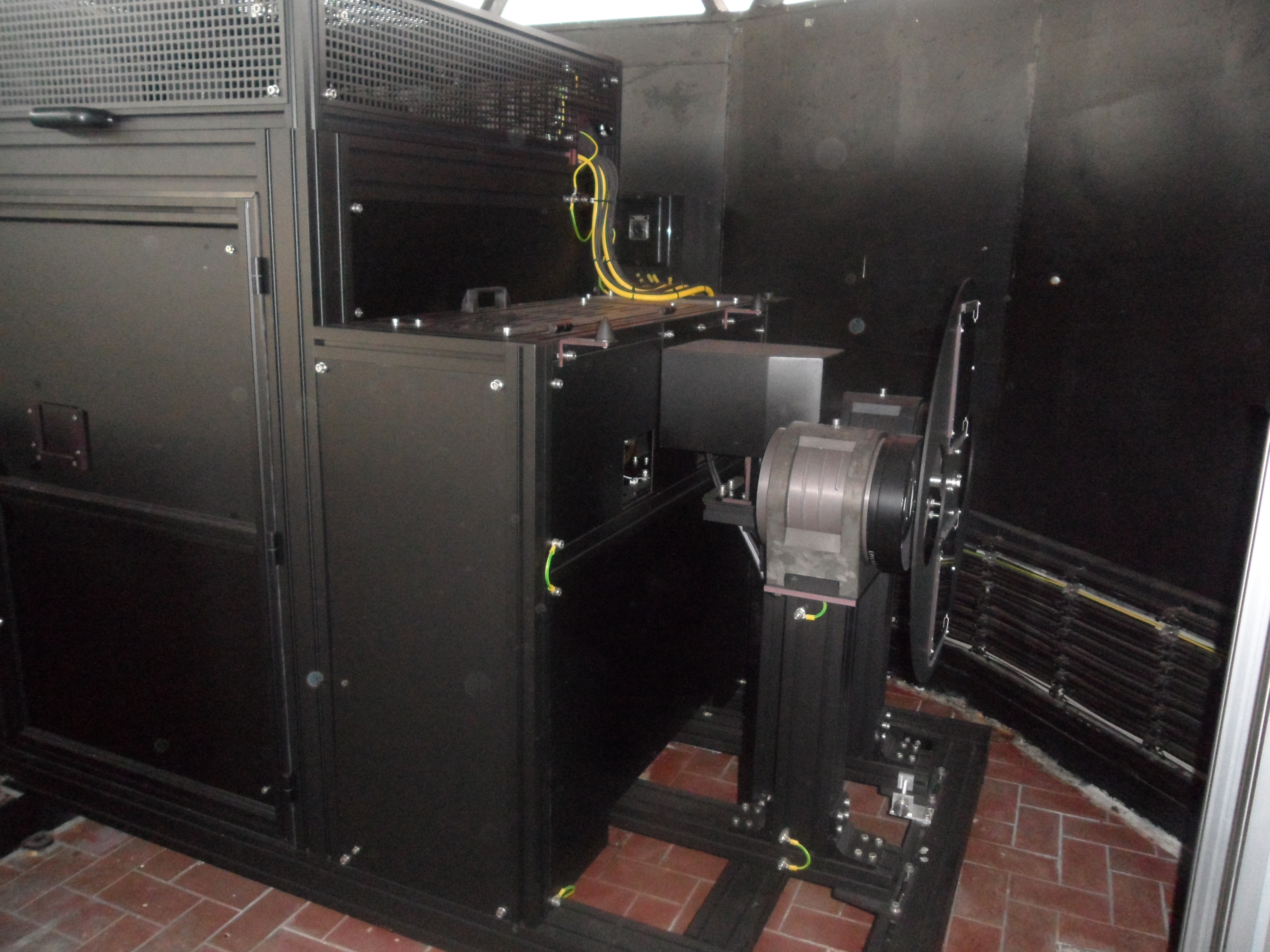
Optica
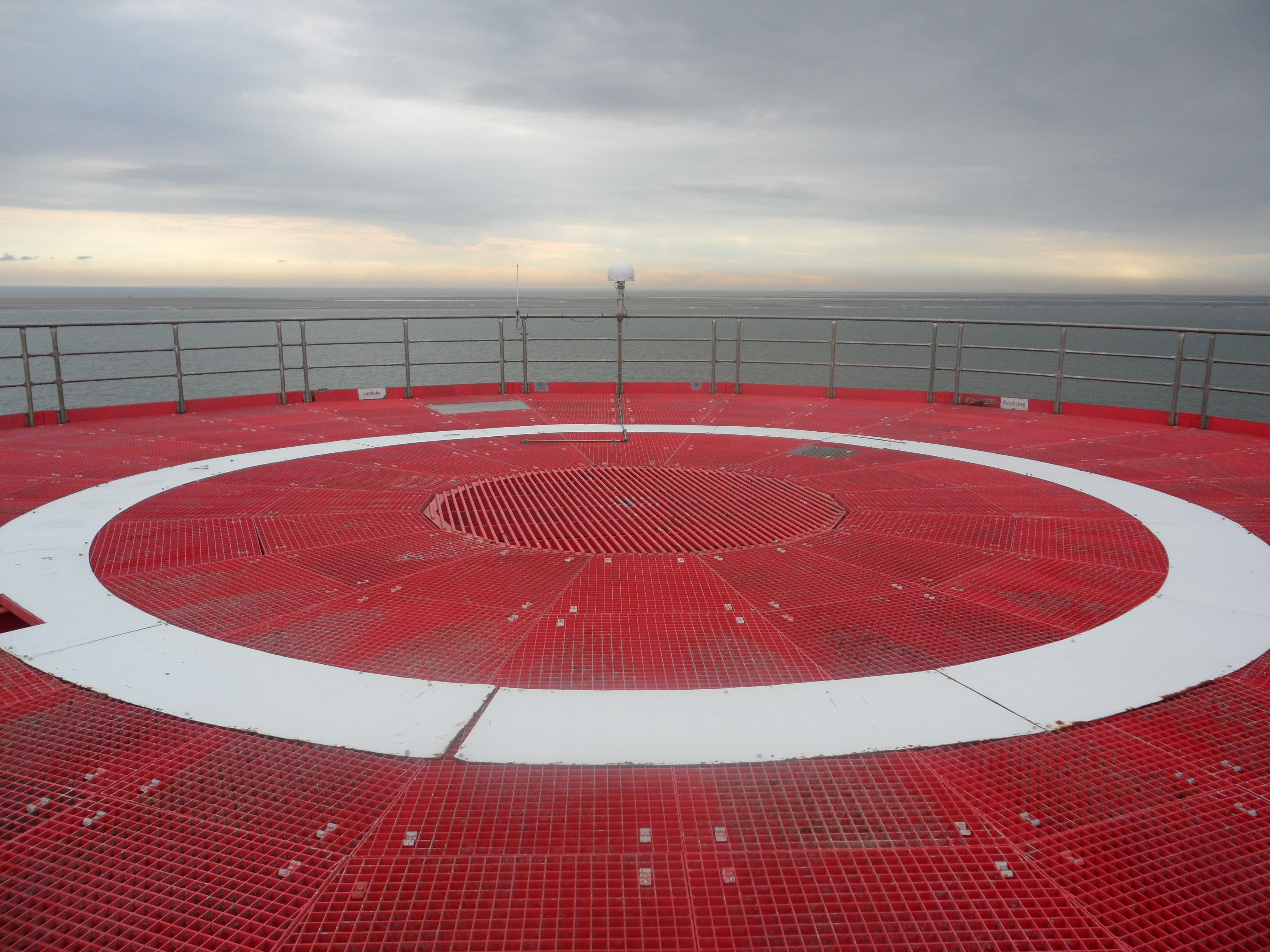
Voormalige hefschroefvliegtuig landing site
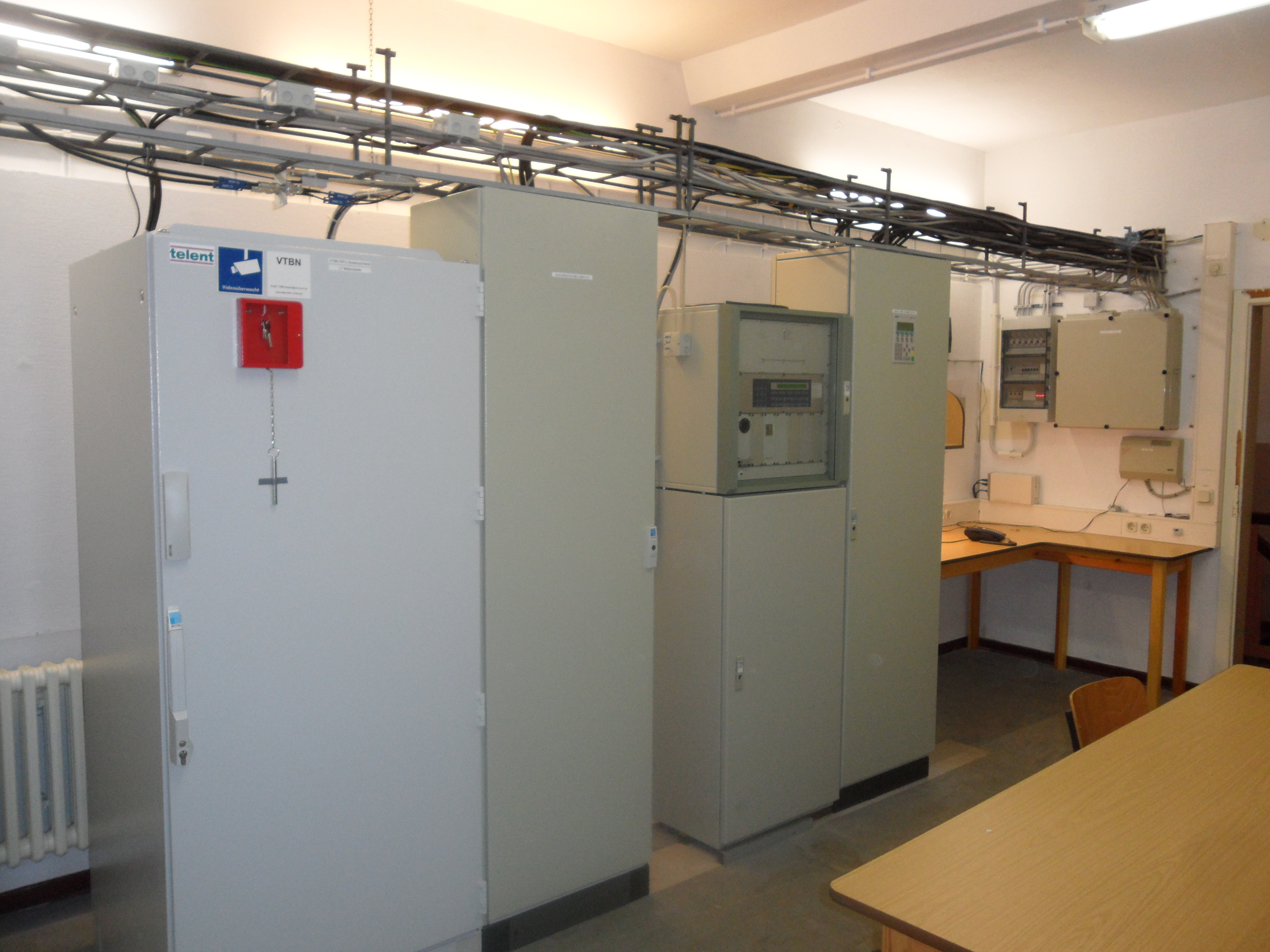
Technische ruimte